# Espagnole River
Der Espagnole River ist ein Fluss an der Westküste von Dominica. Er bildet in weitem Verlauf die Grenze zwischen den Parishes St. John (Norden) und Saint Peter. Er mündet nördlich des Morne Espagnole (365 m, ⊙) im Süden der Pointe Ronde ins Karibische Meer.

## Geographie
Der Espagnole River entspringt an der Nordflanke des Morne Les Resources auf ca. 800 m Höhe über dem Meer (⊙), an der Grenze zum Parish Saint Peter. Zunächst verläuft er in nordwestlicher Richtung über den Rücken von Syndicate und nimmt dann weitere Bäche von rechts und Norden auf. Von Milton Estate kommt ein weiterer Zufluss von links und Süden hinzu, bevor er sich bei Jude Estate stärker nach Westen wendet und nach einem kurvenreichen Unterlauf bei Pointe Ronde Estate wieder nach Süden abknickt um bald darauf ins Karibische Meer zu münden. Kurz zuvor nimmt er noch den Jargie Ravine auf, welcher selbst Zuflüsse von der Nordflanke des Morne Espagnole erhält.
Entlang des Rückens von Syndicate grenzt nach Süden der Dublanc River mit seinem Einzugsgebiet an und nach Norden ist der Cario River im Unterlauf benachbart.